# Sciades meridianus
Sciades meridianus är en skalbaggsart som först beskrevs av Nobuo Ohbayashi 1941.  Sciades meridianus ingår i släktet Sciades och familjen långhorningar. Inga underarter finns listade i Catalogue of Life.